# Вида (место)
Вида (њем. Wieda) општина је у њемачкој савезној држави Доња Саксонија. Једно је од 16 општинских средишта округа Остероде ам Харц. Према процјени из 2010. у општини је живјело 1.376 становника. Посједује регионалну шифру (AGS) 3156013.

## Географски и демографски подаци
Вида се налази у савезној држави Доња Саксонија у округу Остероде ам Харц. Општина се налази на надморској висини од 375 метара. Површина општине износи 6,5 km². У самом мјесту је, према процјени из 2010. године, живјело 1.376 становника. Просјечна густина становништва износи 211 становника/km².